# UFC 219
UFC 219: Cyborg vs. Holm fue un evento de artes marciales mixtas organizado por Ultimate Fighting Championship que se lleva a cabo el 30 de diciembre de 2017 en el T-Mobile Arena en Paradise, Nevada.

## Historia
Se espera que el evento estelar sea un combate por el Campeonato de Peso Pluma de Mujeres de UFC entre la actual campeona Cris Cyborg y la excampeona del peso gallo de UFC Holly Holm.
El excampeón de peso gallo de WEC y dos veces campeón de peso gallo de UFC, Dominick Cruz, estaba programado para enfrentar a Jimmie Rivera en el evento. Sin embargo, Cruz fue removido de la tarjeta el 8 de noviembre después de romperse el brazo. El 21 de noviembre, John Lineker se aseguró como el reemplazo para Rivera. El 24 de diciembre, Lineker también se retiró de la pelea debido a una infección dental que requirió cirugía de emergencia. Después de que unas negociaciones con el excampeón de peso gallo de la WSOF Marlon Moraes no se llevaran a cabo, Rivera fue retirado del evento.
Gökhan Saki estaba programado para enfrentar a Khalil Rountree Jr. en el evento. Sin embargo, Saki fue removido de la tarjeta el 28 de noviembre después de sufrir una lesión en la rodilla. Posteriormente, Michał Oleksiejczuk se aseguró como su reemplazo siendo éste su debut en la UFC.
El evento coestelar contará con un combate entre el ruso Khabib Nurmagomedov y el brasileño Edson Barboza en un combate de peso ligero donde se espera que el ganador se enfrente a Tony Ferguson por el Campeonato Interino de la división.

## Premios extra
Cada peleador recibirá un bono de $50,000.
- Pelea de la Noche: Cris Cyborg vs. Holly Holm
- Actuación de la Noche: Khabib Nurmagomedov y Tim Elliott